# Llibre verd (govern)
A la Unió Europea, la Commonwealth, Hong Kong, a Irlanda i als Estats Units llibre verd és un informe provisional governamental, un document de consulta de propostes de polítiques per al debat i discussió, sense cap mena de compromís d'actuació, el primer pas per a canviar una llei. Els llibres verds poden donar lloc a la producció d'un Llibre blanc.

## Canadà
El llibre verd al Canadà, tal com un llibre blanc, és un document oficial patrocinat per la Corona. Els llibres verds tendeixen a ser declaracions del govern, no de la polítiques prèviament determinades, sinó de propostes que es presenten a tota la nació per al debat. Es produeixen d'hora en el procés de formulació de polítiques, mentre que les propostes ministerials encara s'estan desenvolupant. Molts llibres blancs al Canadà han estat llibres verds.

## Unió Europea
Els llibres verds publicats per la Comissió Europea són documents de treball destinats a estimular el debat i posar en marxa un procés de consulta, a nivell europeu, sobre un tema en particular. El llibre verd en general presenta una sèrie d'idees i té la intenció de convidar les persones o organitzacions interessades a contribuir mitjançant opinions i informació. Això pot ser seguit per un llibre blanc, un conjunt oficial de propostes que s'utilitza com un vehicle per al seu desenvolupament legislatiu.